# Crowlas
Crowlas – wieś w Anglii, w Kornwalii. Leży 6 km na północny wschód od miasta Penzance i 406 km na zachód od Londynu.